# Kim Pyung-seok
Kim Pyung-seok (en coreano: 김평석; Corea del Sur; 22 de septiembre de 1958) es un exfutbolista de Corea del Sur que jugaba en la posición de defensa. Actualmente es profesor de la Universidad Soongsil.

## Carrera

### Club
| Periodo   | Club             |
| --------- | ---------------- |
| 1983–1988 | Hyundai Horang-i |
| 1989–1990 | Yukong Elephants |

### Selección nacional
Jugó para Corea del Sur en 27 partidos entre 1983 y 1987 sin anotar goles, ganó la medalla de oro en los Juegos Asiáticos de 1986 en Seúl
y participó en la Copa Asiática 1984 y en la Copa Mundial de Fútbol de 1986.

### Entrenador
| Periodo   | Club                                       |
| --------- | ------------------------------------------ |
| 1995      | Hyundai Horang-i                           |
| 1996–1999 | Incheon Steel WFC                          |
| 1997–1998 | Corea del Sur                              |
| 2000–2001 | Kwangwoon Technical High School            |
| 2001–2004 | Kim Pyung-seok Youth Academy               |
| 2005      | Uirim Technical High School                |
| 2005–2006 | Daeyang Electronic Information High School |
| 2006–2007 | Cheonan Air & Correspondence High School   |

## Logros

### Club
- K League 1: 1

1989
- Copa de la Liga de Corea: 1

1986

### Selección nacional
- Juegos Asiáticos: 1

1986